# Ibissen
Ibissen (Threskiornithinae) zijn een onderfamilie van vogels uit de familie ibissen en lepelaars (Threskiornithidae). De ibissen zijn verdeeld in geslachten die voorkomen in de Oude Wereld en geslachten met soorten in de Nieuwe Wereld.

## Geslachten
Geslachten uit de Oude Wereld
- Threskiornis Gray, GR, 1842 (5 soorten ibissen van de Oude Wereld, waaronder de heilige ibis)
- Pseudibis Hodgson, 1844 (3 soorten ibissen uit het Oriëntaals gebied)
- Geronticus Wagler, 1832 (2 Afrikaanse soorten ibissen)
- Nipponia Reichenbach, 1853 (1 soort: de Japanse kuifibis)
- Bostrychia Gray, GR, 1847 (5 soorten uit Afrika)

Geslachten uit de Nieuwe Wereld
- Theristicus Wagler, 1832 (3 Zuid-Amerikaanse soorten ibissen)
- Cercibis Wagler, 1832 (1 soort de stekelstaartibis)
- Mesembrinibis Peters, JL, 1930 (1 soort de groene ibis)
- Phimosus Wagler, 1832 (1 soort de maskeribis)
- Eudocimus Wagler, 1832 (2 soorten uit de Nieuwe Wereld)
- Plegadis Kaup, 1829 (3 soorten, waaronder de zwarte ibis die wereldwijd voorkomt en 2 soorten uit de Nieuwe Wereld)
- Lophotibis Reichenbach, 1853 (1 soort de kuifibis)

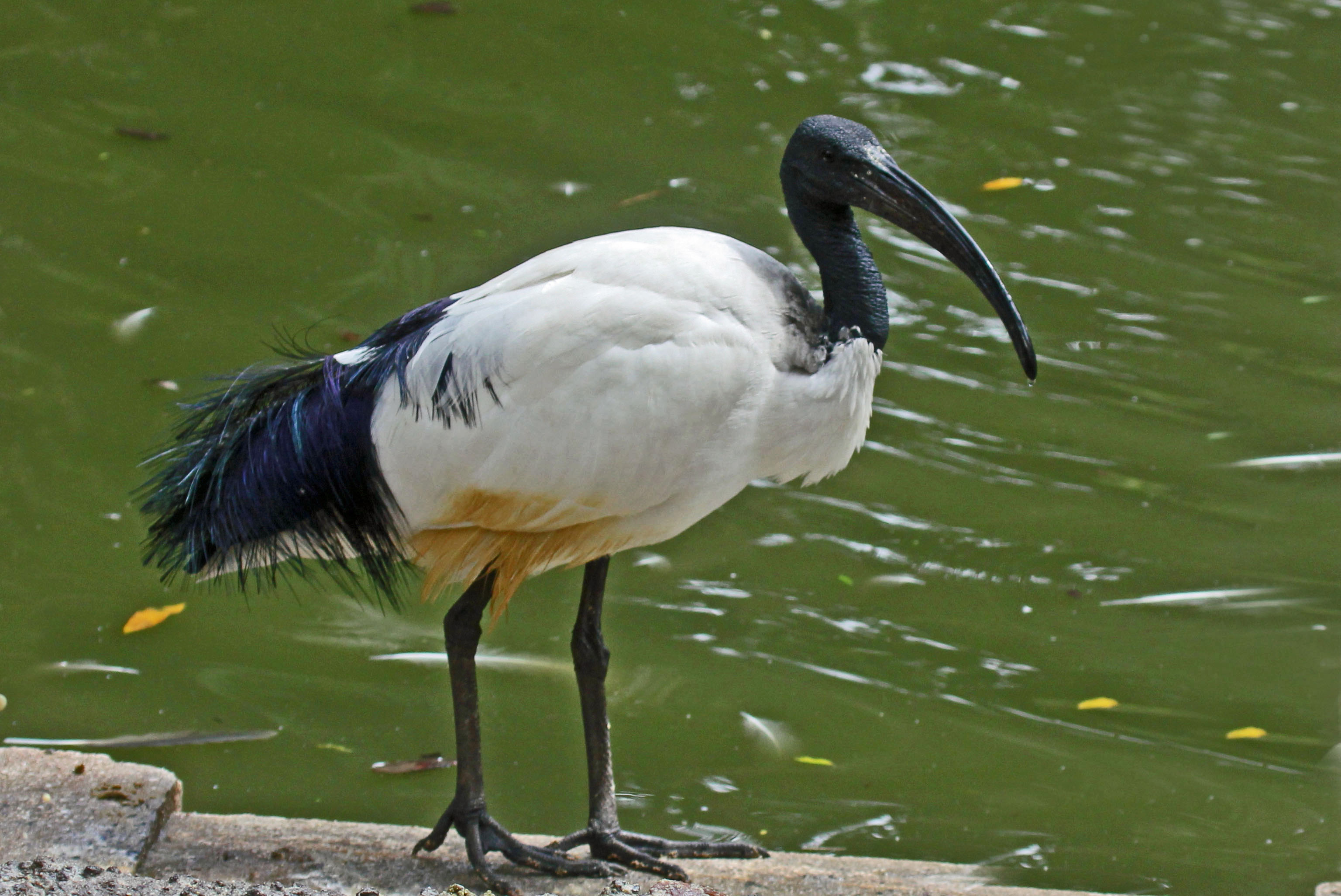
Heilige ibis (soort uit de Oude Wereld)
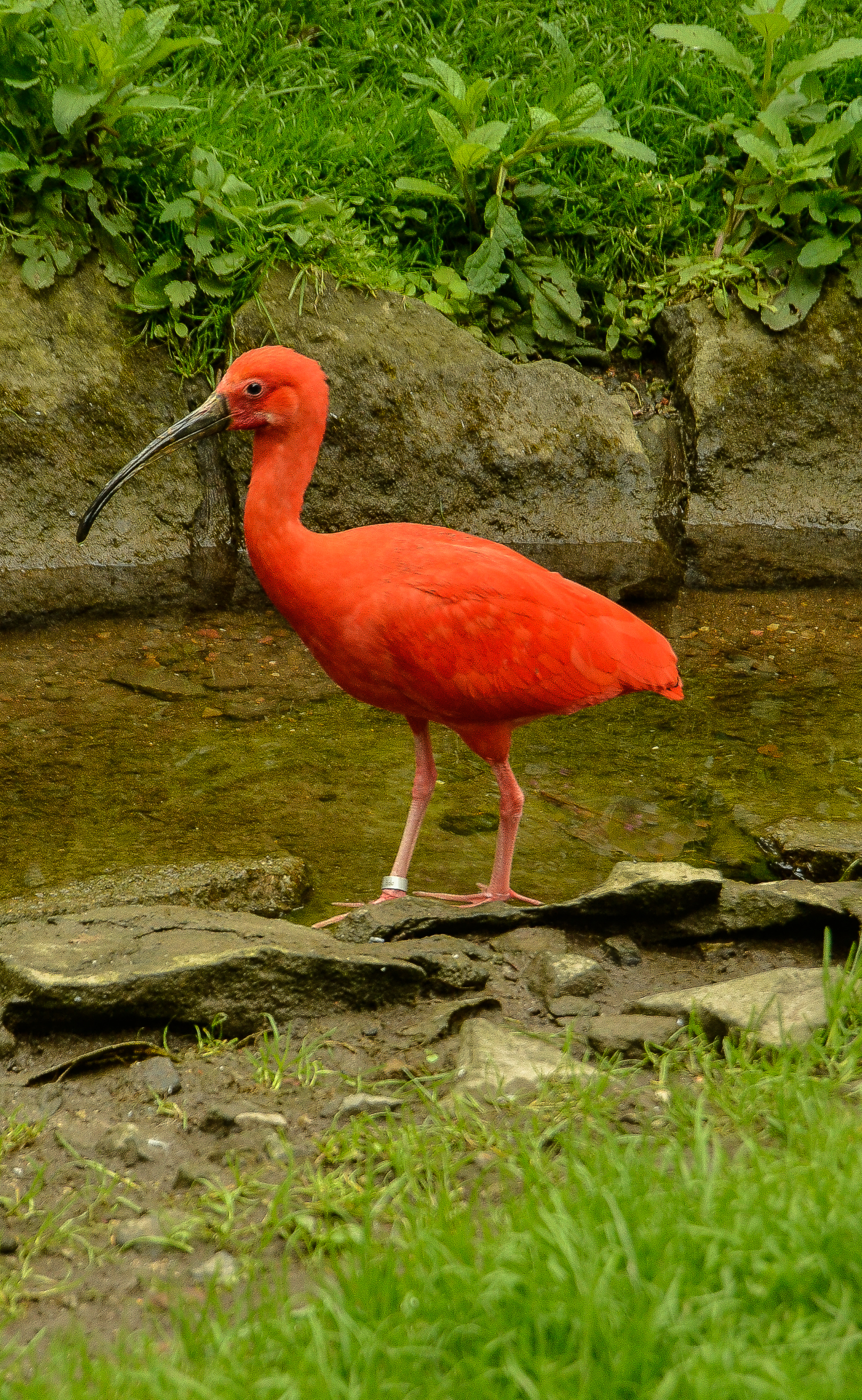
Rode ibis (soort uit de Nieuwe Wereld)